# سامسونگ گلکسی تب ۳ ۸٫۰
سامسونگ گلکسی تب ٣ ۸٫۰ (به انگلیسی: Samsung Galaxy Tab 3 8.0) هم‌چنین شناخته‌شده تحت عنوان گلکسی تب ۸ اینچی یک تبلت معرفی‌شده در فوریه سال ۲۰۱۳ از سوی کمپانی سامسونگ الکترونیکس است.

## مشخصه‌ها
مشخصه‌های مهم گلکسی تب ۸٫۰ شامل نمایشگر ۸ اینچ با تفکیک‌پذیری ۱۲۸۰ در ۸۰۰ پیکسل و تراکم پیکسل ۱۸۹ پیکسل در هر اینچ، چیپ‌ست اگزینوس ۴۲۱۲ با پردازنده دوتایی هسته‌ای آرم کورتکس-ای۹ در فرکانس ۱٫۶ گیگاهرتز، حافظه موقت رم ۱٫۵ گیگابایت، حافظه داخلی ۱۶ یا ۳۲ گیگابایت به‌علاوه درگاه مایکرواس‌دی برای ارتقا حافظه و دوربین‌های ۵ مگاپیکسلی در پشت و ۱٫۳ مگاپیکسل می‌شود.